# 나이토 호라이존
나이토 호라이존(일본어: 内藤ホライゾン)은 일본의 익명 커뮤니티 사이트 2ch에서 만들어진 아스키 아트 캐릭터 중의 하나이다. 이름은 VIP판에서 붙여졌으며 보통은 부웅(ブーン)이라는 별명으로 불린다. 모습은 양 팔을 벌리고 달려나가는 형태가 일반적이다. 이는 스피츠의 空も飛べるはず의 가사에서 힌트를 얻은 것이다. 특징적인 것으로 말투를 들 수 있는데, ～だお 식으로 어미에 お가 붙는다.

## AA 표기
```
  　 　　　 　　／⌒ヽ
  ⊂二二二（　＾ω＾）二⊃
  　 　　　　|　　　 / 　　　　　　ﾌﾞｰﾝ 부웅
  　 　　　 （　ヽノ
　 　　　　 ﾉ>ノ
　  三　　レﾚ

⊂二二二（　＾ω＾）二⊃

```

## 발생
- 나이토의 기원이라 할 수 있는 AA는 2002년에 안문자판(顔文字板)에 세워졌던 "（＾ω＾）←이 얼굴 어때!?"(（＾ω＾）←この顔どうよっ！？)라는 스레드에서 뇨뇨(にょにょ)라고 명명되었던 것이 최초이다(다만 무시되었다). 당시의 AA는 손을 허리 높이로 벌리고 조용히 걷고 있는 것 같은 자세였다.

```
　　　　　（＾ω＾）
　　　　／　　 　＼
　　 ⊂ 　） 　 ﾉ＼つ
　　　　　（＿⌒ヽ
　　　　　　ヽ　ﾍ　}
　ε≡Ξ　ﾉノ ｀J
```

- 또한 초창기 나이토의 말투의 어미는 ～ブーン였다. 현재의 ～だお로 바뀐 것은 온라인게임실황판(ネトゲ実況板)에서 만들어진 AA 캐릭터 ぽこたん(タルA라고도 한다)의 대사인 ～インしたお!의 영향을 받은 것이다.

## 니시카와 호라이즌
양팔을 벌린 형태의 1행AA(⊂二二二（　＾ω＾）二⊃)를 나이토 호라이존이라고 하는 데 대해 얼굴 부분만의 AA(（　＾ω＾）)는 니시카와 호라이즌(西川ホライズン), 또는 니시카와 내지는 오모스레 군(おもすれー君)이라고 불렸다. 초창기에 나이토 호라이즌이라고 혼동된 경우가 잦았던 것은 이 니시카와의 존재 탓이라고 볼 수 있다. 그러나 현재는 니시카와라고 구분하는 경우는 거의 없다.

## 부웅 2(ブーン2)
2006년 4월 하순에 VIP판에 세워졌던 全く新しい形のブーン考えた 보관됨 2008-04-01 - 웨이백 머신
라는 스레드에서 고안된 AA. 기존의 AA와 취하고 있는 포즈가 다르며, 특히 외줄의 괘선으로 구성되어 있어 여러 형태로의 응용이 쉽다.
```
　ヽ
　　（＾ω＾）-┐
┗-ヽ　ノ
　　┏┘
ブーン
```

## 부웅 아메리카(ブーンアメリカ)
2007년 7월 23일에 VIP판에 세워졌던 アメリカverの内藤ホライゾン出来たよ！！！！！！11 보관됨 2016-01-22 - 웨이백 머신라는 스레드에서 고안된 AA. 나이토의 미국판이라는 설정으로, 미국의 AA[:-), :-p 등]처럼 옆으로 뉘어져 있다.
```
　∩==
(：3)))== kskkskkskksk
　∪==
```

```
名前:内藤ゴンザレス
あだ名:ブーンUSA
年齢:3歳
語尾:ing
ホライゾンに対して持っている感情: 表=憧れの存在 本当=憎しみ
｢ﾌﾞｰﾝ｣の変わりに発する声:kskkskkskksk
2Getするとき
>>1、このｽﾚ内藤ゴンザレスがのっとるingするけどいいよね？異論は認めない
>>3、ド論破！！ド論破ing！！！
>>4、～ラノベっぽくLet's writing！～
>>5、そんなことよりピザeating！
>>6、ニートのにおいがdoing
>>7、君のおっぱいniceだね
>>8、ﾄﾞｩｸﾄﾞｩｰing
>>9、pgr☆cho
>>10、そしてそれ以降の人へ、お前はもう死んでいるとthinking。

```

## 부웅계 소설
VIP판에는 'ブーンが○○するようです' 식의 제목을 가진 스레드를 흔히 볼 수 있다. 이러한 스레드의 내용은 AA캐릭터들을 등장인물로 한 글로, 이러한 내용의 글을 가리켜 부웅계 소설(ブーン系小説)이라고 한다. 내용은 일상생활을 그린 것, 첩보물, 팬터지물, 괴기물, 추리물 등 다양하나, 나이토는 대체적으로 온후한 캐릭터로 묘사되나, 간혹 건방진 성격으로 등장하기도 한다.

## 같이 보기
- 죠르쥬 나가오카 - VIP판에서 이름 붙여진 최초의 AA캐릭터.
- 나카가와 쇼코 - 2세 연예인. 종종 나이토 호라이존을 흉내낸다.
- 모나